# Cindy Adams
Cynthia "Cindy" Adams (Manhattan, 24 de abril de 1930) es una escritora, biógrafa y columnista estadounidense.

## Carrera
Adams empezó a trabajar como modelo de fotografías en Manhattan y conoció a su futuro esposo, Joey Adams, cuando coincidieron en un programa radial. Se casaron en 1952 y no tuvieron hijos. Joey falleció en 1999, luego de una larga enfermedad.
Desde 1979, Cindy empezó a escribir columnas para el New York Post. También hacía contribuciones al Sunday Today in New York, un programa de noticias emitido por la cadena WNBC. En 1965 coescribió la biografía en inglés del presidente de Indonesia Sukarno, sobre quien escribió otro libro años más tarde. En 1975 publicó la biografía de la socialité Jolie Gabor.